# Смъртоносни машини
„Смъртоносни машини“ е книга от Филип Рийв.

## Главни герои
- Том
- Тадеус Валънтайн

## Филм
На 14 декември 2018 г. Universal Pictures издава филмова адаптация на книгата.